# Ak Hafiy Tajuddin Rositi
Ak Hafiy Tajuddin Rositi, född 4 juli 1991, är en friidrottare från Brunei. Han deltog vid olympiska sommarspelen 2012.